# Margatirta
Margatirta is een bestuurslaag in het regentschap Lebak van de provincie Banten, Indonesië. Margatirta telt 3107 inwoners (volkstelling 2010).